# Міст Шахрестан
Міст Шахрестан (перс. پل شهرستان, поль-е шахрестан) — найстаріший міст Ісфагана, через річку Заяндеруд. Він лежить на схід від моста Хаджу в старовинній місцевості Джей. Назву бере від однойменного селища, яке було розташоване за 4 км від Ісфагана, а нині увійшло в межі міста. Спочатку, за часів держави Сасанідів, його побудували за римським зразком, а за часів Дейлемітів і Сельджуків кілька разів відновлювали і ремонтували.

## Історія
Загальновизнано, що основа та хвилеломи мосту датуються початком сасанідського періоду (3 — 7 століття). Домінуючі над ними цегляні арки були побудовані сельджуками в одинадцятому столітті. Тим не менше, архітектурний стиль зберігся цілком сасанідський.
У 1138 році на мосту шиїтом був убитий халіф аббасидів Ар-Рашид. Святиня під назвою «Шахдзаде Госейн», яка розташована в селищі Шахрестан, може бути могилою Ар-Рашида.
22 грудня 1969 року під номером 889 увійшов до списку національних пам'яток Ірану.
Нещодавно русло річки Заяндеруд відвернули на південь, але біля самого моста залишили невелике озеро, щоб запобігти подальшому його руйнуванню.

## Конструкція
Опори моста встановлені на природних каменях дна річки. Довжина моста від круглої цегляної колони до кінця давнього кам'яного покриття становить 105 м, а ширина змінюється від 4,25 до 5 м. Міст простягається у напрямку із півночі на південь з невеликим відхиленням. Має 13 прольотів і 12 великих кам'яних опор. Але верхня частина моста трохи пошкоджена і через це його можна подолати лише пішки. Всередині опор є ще додатково 8 менших отворів (за римським зразком), які призначені пропускати надлишок води під час повеней і, таким чином, зменшувати тиск води на міст.

## Розташування
Міст розташований на вулиці Сальмана Фарсі.
В давнину через міст проходив шлях, який сполучав Ісфаган із Ширазом. Також він мав важливе воєнне та військове значення. З погляду архітектури й віку, з ним в Ірані можуть змагатися лише мости Дазфуль і Шуштар. Неподалік від моста розташовані такі будівлі: Мечеть Джам'-е Джей (період Сельджуків), мавзолей аббасидського халіфа Ар-Рашида, а також залишки будівлі старовинної бібліотеки під назвою Сароує.
Навколо моста розкинувся однойменний парк.

## Згадки в літературі
Афарухі Есфагані (перс. افروخی اصفهانی) у своєму арабськомовному творі «Книга заслуг Есфагана» (перс. کتاب محاسن اصفهان) згадує про цей міст під назвою Джасар Хосейн (перс. جسر حسین), а будівлі, які розташовані поблизу називає Замок Магіре (перс. قصر مغیره) і Замок Яхії (перс. قصر یحیی).
Фарад Річардз (перс. فردریچاردز) пише про нього, як про міст військового призначення.